# Ауліє-атинська порода
Ауліє́-ати́нська худо́ба — поширена в Киргизстані і Казахстані молочно-м'ясна порода свійського бика.
Утворена в результаті схрещування місцевої киргизької худоби з плідниками голландської породи і наступного розведення помісей «в собі».
Має міцну будову тіла, добре пристосована до місцевих гірських умов. Основна масть чорно-ряба або чорна, зустрічаються червоно-рябі тварини. Пересічна жива вага корів 380—460 кг, бугаїв — 700—800 кг. Пересічний надій молока за рік 2500—3000 кг, у окремих тварин досягає 5000—7000 кг. Вміст жиру в молоці 3,6—3,8 %.